# Первые Синьялы (Мариинско-Посадский район)
Первые Синьялы (чув. Çĕньял Пукаш) — деревня в Мариинско-Посадском муниципальном округе Чувашской Республики.  С 2004 по 2022 год входила в состав Эльбарусовского сельского поселения.

## География
Находится в северо-восточной части Чувашии, на расстоянии приблизительно 16 км на юг от районного центра города Мариинский Посад.

## История
Известна с 1858 года, когда здесь (тогда околоток деревни Бокашева, ныне Передние Бокаши) было учтено 186 жителей. До этого учитывалась как выселок. В 1897 году было учтено 345 жителей, в 1926 — 86 дворов, 382 жителя, в 1939—437 жителей, в 1979—223. В 2002 году было 67 дворов, в 2010 — 51 домохозяйство, В 1931 году был образован колхоз «Правда», в 2010 году действовали ООО «Рассвет», ООО "Агрофирма «Сентреш».

## Население
Постоянное население составляло 132 человека (чуваши 99 %) в 2002 году, 96 в 2010.